# 이소정 (모델)
| 이소정    | 이소정                  |
| --------- | ----------------------- |
| 출생      | 1998년 2월 9일 대한민국 |
| 직업      | 배우, 모델              |
| 활동 기간 | 2019년 ~ 현재           |
| 웹사이트  | 이소정 - 인스타그램     |

이소정( 李昭正, 1998년 2월 9일 ~ )은 대한민국의 배우, 모델이다.

## 경력
2019년 SNS 웨이보 《트렌드 메이크업 촬영》을 통해 많은 관심을 받고있다. 현재 국내 최상위 인플루언서로, 뷰티 및 패션 브랜드와 활발하게 협업하며 다양한 광고 건을 통해 많은 뷰티 브랜드의 러브콜 을받아 광고 모델로 활발하게 활동하고 있다.
2020년 온라인 게임 광고모델 《전쟁의 연가: 전연 보관됨 2020-05-24 - 웨이백 머신 》에서 양복 여신으로 101명의 여신 중 (프로듀스101 컨셉) 총 투표 2위로 자리를 차지했다. 이후 이소정은 브랜디 웹드라마 《썸연시》에도 잠깐 출연하였다.